# Dreiherrnspitze
Dreiherrnspitze (wl. Picco de Tre Signiori) – szczyt w grupie Venedigergruppe, w Wysokich Taurach w Alpach Wschodnich. Leży na granicy między Austrią (Tyrol Wschodni i Salzburg), a Włochami (Tyrol Południowy).
Nazwa szczytu pochodzi z okresu, gdy na szczycie spotykały się granice hrabstw Goerz, Tyrol i biskupstwa Salzburga. Po I wojnie światowej nazwa wciąż zachowała sens ponieważ spotykają się tu granice: Tyrolu Wschodniego i Salzburga w Austrii oraz Tyrolu Południowego we Włoszech.
Pierwszego wejścia, 2 listopada 1866 dokonali Balthasar Ploner, M. Feldner oraz I. Feldner.